# Judeo-persiska

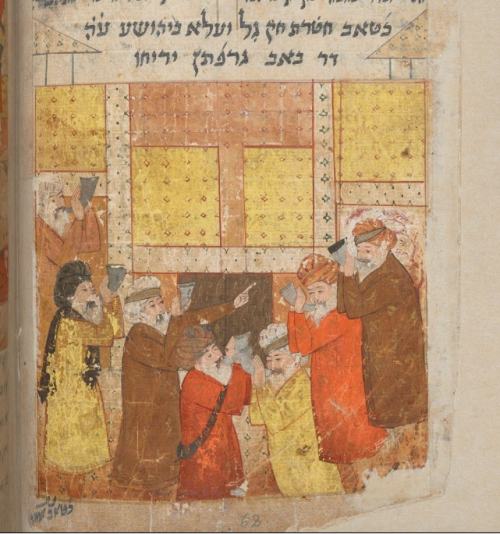
Sju präster blåser i horn vid Jerikos mur. Från ett illustrerat manuskript av Emranis Fath-nameh.

Judeo-persiska syftar på en grupp judiska dialekter av persiska som talas av judar med ursprung i dagens Iran, samt på texter skrivna på dessa språkvarianter – med det hebreiska alfabetet. Termen samlar flera judeo-iranska språk som talas av judiska minoriteter i hela det område som tidigare utgjorde det persiska riket, såsom persiska judar, kaukasiska bergsjudar, afghanska judar och bucharanska judar.
Talarna av judeo-persiska kallar sitt språk farsi (”persiska”). Vissa icke-judar kallar det för ”dzhidi”, vilket betyder "judisk" (med nedsättande ton).

### Äldsta judisk-persiska skrifterna
De tidigaste bevisen på judeopersisk skrift går tillbaka till 700-talet e.Kr. Dessa texter, skrivna med hebreiskt alfabet, visar att judiska samhällen i det historiska Persien använde judeopersiska som skriftspråk. Under 1900-talet hittade arkeologer judeopersiska texter på många olika platser – bland annat i södra Indien, Xinjiangprovinsen i Kina, Kairo, samt i dagens Iran och Afghanistan. Texterna omfattar bland annat domstolshandlingar, handelsdokument, gravstenar, steninskriptioner och religiösa skrifter.

### Bibliska epos

#### Mowlānā Shāhin-i Shirāzi
Den mest kända judeopersiska poeten är Shahin-i Shirazi från 1300-talet. Han skrev två episka dikter i versform baserade på Bibeln: den ena bygger på Toran (Moseböckerna), och den andra kretsar kring Esters bok och Esras bok. I sina texter använder Shahin ett språk som är typiskt för den klassiska persiskan under hans tid. Till skillnad från många andra judeopersiska författare använder han mycket färre hebreiska ord.:27

##### Episk dikt över Toran
Shahins episka diktcykel över Toran består av 10 000 verspar (distika) som återberättar Andra till Femte Moseboken (Exodus, Leviticus, Numeri och Deuteronomium), skrivna år 1327. År 1358 skrev han ytterligare ett verk på 8 700 verspar som bygger på Första Moseboken (Genesis).
Han fokuserar på berättelser i Toran som också är framträdande inom den islamiska litteraturen, till exempel Satans fall, berättelsen om Josef (Yusuf) och Zulaykha, samt Jakobs sorg över den förlorade Josef. Shahin modellerar sina bibliska epos efter Shahnameh, det mest kända persiska nationaleposet. Han skildrar till exempel Mose i stil med hjältar ur den persiska hjältemytologin, vilket bidrar till den heroiska och upphöjda bilden av Mose som är vanlig i judeopersisk litteratur.:27 Shahin utelämnar vissa delar av Toran, som de juridiska avsnitten. I en kort bearbetning av Jobs bok, som bifogats till hans poetiska bearbetning av Första Moseboken, utesluter han talen från Jobs vänner och Guds svar, men inkluderar förolämpningarna från Jobs hustru – trots att de är mindre centrala i originalberättelsen. :28

##### Ardarshir-nameh
Shahins Ardashir-namah består av 9 000 verspar i bunden form och bygger på berättelser från Esters bok, Nehemja och Esra.
Han inkluderar också icke-bibliska berättelser som liknar dem i Shahnameh och Nizamis Khamsa.:28-29 Verket återger den bibliska berättelsen om Ardashir (Xerxes) och Ester, samt en kärlekshistoria mellan Ardashir och en kinesisk prinsessa. Ezra-nameh är kortare och grupperas ofta med Ardashir-nameh.

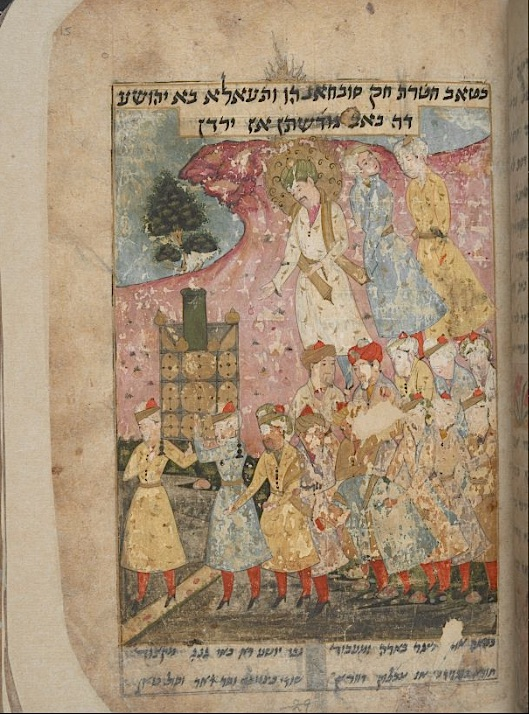
Josua bär förbundsarken över Jordanfloden i ett illuminerat manuskript av den judeopersiska Fath-nameh.

#### Emrani
Emrani var en persisk poet från 1400-talet som, liksom Shahin, skrev på persiska med hebreiskt alfabet. Han föddes i Esfahan och flyttade i 20-årsåldern till Kashan där han levde resten av sitt liv. Hans verk Fath-nameh består av 10 000 verser och bygger på berättelserna i Josuas bok, Ruts bok, samt Första och Andra Samuelsboken. Precis som Shahins bibliska epos är det starkt influerat av det persiska hjälteeposet Shahnameh. Ett annat verk av Emrani är Hanuka-nameh, som är kortare och består av 1 800 verser. Det återberättar mackabéernas uppror mot grekerna, och skrevs år 1524. Verket bygger till stor del på den apokryfiska Första Mackabeerboken.:159 Till skillnad från Shahin använder Emrani fler hebreiska ord i sina texter och bygger i högre grad på berättelser från Bibeln och rabbinisk litteratur.:50

#### Shoftim-nameh
Denna versifiering av Domarboken skrevs år 1692 av Aaron ben Mashiah och använder samma versmått som Emranis Fath-nameh.:50

#### Daniel-nameh
År 1606 skrev Khajah från Buchara en versifiering av berättelser från Daniels bok, apokryfiska texter och midrashim (rabbiniska tolkningar).:51

### Mishna och midrash

#### Ganj-nameh
Emranis Ganj-nameh är en kommentar till den mishnaiska etikskriften Avot (Fädernas visdom). Verket innehåller nästan 5 000 rimmade verspar och använder sig av sufisk terminologi.:184-185 Det finns många bevarade handskrifter av Ganj-nameh, vilket visar att verket var mycket populärt bland persisktalande judar.:53 Verket färdigställdes år 1536 och tros vara Emranis sista arbete. Det är ett etiskt och lärande verk, som tar upp bredare moraliska teman än hans tidigare skrifter i samma genre.:43-45Ganj-nameh består av 88 avsnitt, där varje del utvecklar ett eller två citat från Avot, i samma ordningsföljd som i originaltexten. De första fem avsnitten utgör en inledning och följer traditionen i många persiska förord – med lovprisning och bön till Gud, samt en redogörelse för verkets tillkomst. Emrani uttrycker där sin vördnad för Moses. :59 Resten av Ganj-nameh tillhör den så kallade rådgivningslitteraturen, som är en viktig genre i persisk tradition. Verket kombinerar episka, midrashiska, mystiska och didaktiska drag, precis som i Emranis tidigare texter.:60-63

### Bibliska kommentarer

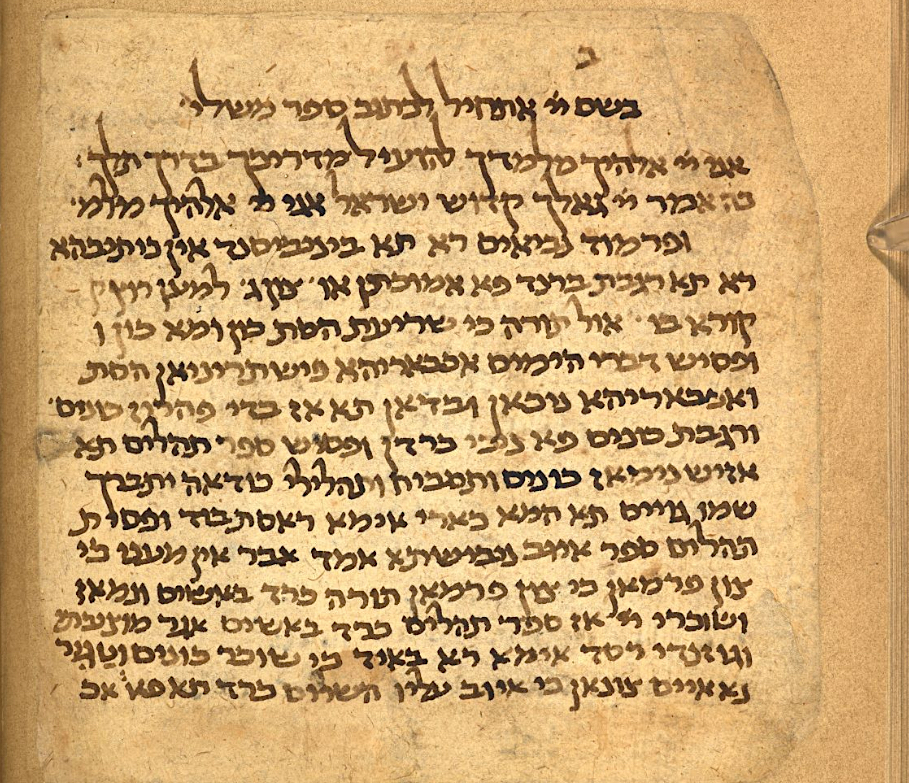
Judeopersisk inledning till en kommentar till Ordspråksboken från 1000- eller 1100-talet.

#### Shimon Hakham: Kommentar till2:a Moseboken3-4
Shimon Hakham, en bucharansk rabbin som senare emigrerade till Jerusalem, redigerade och publicerade minst 29 verk på judeopersiska. Bland dessa ingick en fullständig utgåva av Shahins kommentar till Toran. I samma utgåva lade han också till sin egen prosakommentar till Andra Moseboken.:198

### Historiska texter

#### Bābāi b. Lutf:Kitab-i Anusi(Bok om en påtvingad konvertit)
Babai ben Lutf var en judisk författare och historiker från 1500-talet, född i Kashan. Hans verk Kitab-i Anusi, som består av 5 000 verspar, berättar om förföljelserna mot Irans judar under tre safavidiska shahers styre: Abbas den store, Safi I och Abbas II, som tillsammans regerade mellan 1571 och 1666. Verket fokuserar särskilt på de tvångskonverteringar som judar utsattes för under denna period.:223-224

#### Bābāi b. Farhād:Kitāb-i Sar guzasht-i Kāshān(Händelseboken i Kashan)
Ibn Lutfs sonson, Babai ben Farhad, skrev en krönika på 1 300 verser om den förföljelse som judarna i Kashan utsattes för under den afghanska invasionen av Iran, som ägde rum mellan 1722 och 1730.
Ibn Farhad beskriver hur judarna i Kashan tvingades konvertera till islam, och hur de sju månader senare fick återgå till sin judiska tro.:232

### Liturgiska dikter
- Haft Barādarān (הפת בראדראן): Ett episkt diktverk av Emrani som läses under fastan på Tisha Beav och bygger på berättelsen om Hanna och hennes sju söner.
- Sheshom Dar (ששום דר): En dikt som läses under högtiden Shavuot och handlar om budorden, baserad på Azharot-litteraturen
- Shirā-ye Hātāni, eller Shira, som ofta börjar med orden “Shodi hātān mobārak bād” (שדִי חתן מבארך באד): Verser som sjungs vid bröllop och festliga tillfällen. De skrevs ursprungligen till brudgummen inför Shabbat Hatan (sabbaten efter bröllopet)
- Amina:
  - En hyllningsdikt till Mose[2]
  - En ghazal om Israels tolv stammar[2]

### Boktryckning
Från slutet av 1800-talet blev Jerusalem ett centrum för tryckning av judeopersisk litteratur. Man tryckte verk inom många olika genrer, samt översättningar av icke-judiska texter till judeopersiska.
Några av de viktigaste personerna inom denna rörelse var judar från Centralasien, som till exempel Shimon Hakham. År 1917 grundades ett “Sällskap för främjandet av hebreiska språket” i Teheran, tillsammans med ett tryckeri för både judeopersiska och hebreiska texter. Gruppen gav också ut en judeopersisk tidning, Ha-Ge’ulah.
Ytterligare två judeopersiska tidningar publicerades i publicerades också i Buchara och Samarkand.

## Kännetecken

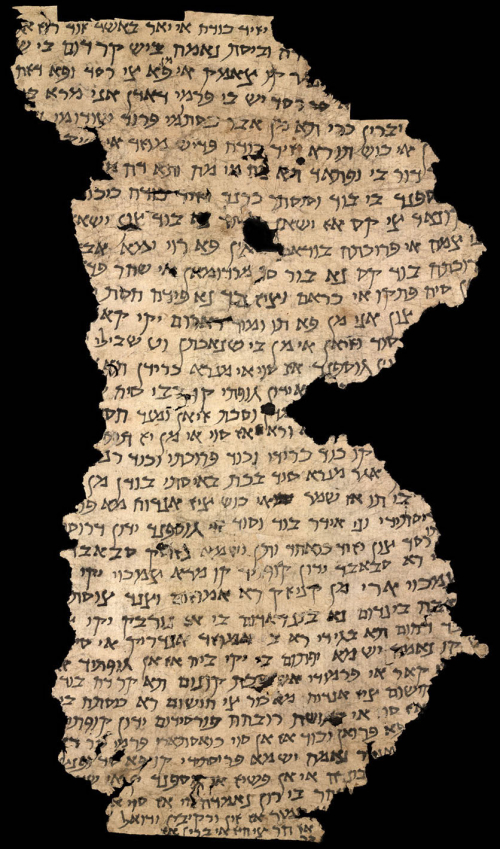
Judeo-persiskt dokument från slutet av 700-talet, hittat vid Dandan Uiliq.

Eftersom det inte finns någon enhetlig persisk dialekt som talas av alla judar, syftar judeopersiska på de lokala dialekter som talas av judiska grupper. Ett kännetecken är att språket bevarar vissa hebreiska lånord, även om detta är mindre framträdande än i många andra judiska språk. Judeo-mediska är en benämning som ofta används för att beskriva de dialekter som talas av judiska samhällen i centrala Iran.:117 Tidiga judeopersiska texter uppvisar olika former av stavning, som ibland speglar skillnader i uttal jämfört med standardpersiskan. Språket bevarar också övergångsstadier i vissa språkliga strukturer. Det finns stor variation i hur ezafe-konstruktioner (grammatiska bindningar mellan ord) och passiv verbform används. Judeopersiska översättningar av Bibeln följer inte den persiska meningsbyggnaden, utan återger istället den hebreiska texten ord för ord.

### Samtida dialekter
Några av de viktigaste iranska städerna med judiska dialekter är Kashan, Esfahan, Yazd, Kerman, Shiraz, Borujerd och Hamadan. De vardagsspråk som talas av judar i den persisktalande delen av Centralasien kallas för buchariska eller judeo-tadzjikiska. Judeo-tat talas i östra Kaukasus och anses idag vara ömsesidigt begripligt med standardpersiska.:119 Många av talarna av dessa iranska dialekter har lämnat Iran, och det finns idag få modersmålstalare kvar. Som följd betraktas de judeo-mediska språken som hotade, enligt Endangered Language Alliance.